# Kettes szánkó az 1964. évi téli olimpiai játékokon
Az 1964. évi téli olimpiai játékokon a szánkó kettes versenyszámát február 5-én rendezték Iglsben. Az aranyérmet a Josef Feistmantl, Manfred Stengl összeállítású osztrák páros nyerte meg. A versenyszámban nem vett részt magyar páros.
Ez a versenyszám először szerepelt a téli olimpia programjában.

## Eredmények
A verseny két futamból állt. A két futam időeredményének összessége határozta meg a végső sorrendet. Az időeredmények másodpercben értendők. A futamok legjobb időeredményei vastagbetűvel olvashatóak.
| Helyezés | Csapat                                                                | 1.            | 2.      | Össz.         |
| -------- | --------------------------------------------------------------------- | ------------- | ------- | ------------- |
| Arany    | Ausztria (AUT)-1 · Josef Feistmantl · Manfred Stengl                  | 50,57         | 51,05   | 1:41,62       |
| Ezüst    | Ausztria (AUT)-2 · Reinhold Senn · Helmut Thaler                      | 51,02         | 50,89   | 1:41,91       |
| Bronz    | Olaszország (ITA)-1 · Walter Außendorfer · Sigisfredo Mair            | 51,40         | 51,47   | 1:42,87       |
| 4.       | Egyesült Német Csapat (EUA)-1 · Walter Eggert · Helmut Vollprecht     | 51,27         | 51,81   | 1:43,08       |
| 5.       | Lengyelország (POL)-1 · Lucjan Kudzia · Ryszard Pędrak                | 51,95         | 51,82   | 1:43,77       |
| 5.       | Olaszország (ITA)-2 · Giampaolo Ambrosi · Giovanni Graber             | 51,54         | 52,23   | 1:43,77       |
| 7.       | Lengyelország (POL)-2 · Edward Fender · Mieczysław Pawełkiewicz       | 52,60         | 52,53   | 1:45,13       |
| 8.       | Csehszlovákia (TCH)-1 · Jan Hamřík · Jiří Hujer                       | 52,75         | 52,66   | 1:45,41       |
| 9.       | Svájc (SUI)-1 · Beat Häsler · Arnold Gartmann                         | 53,78         | 53,31   | 1:47,09       |
| 10.      | Norvégia (NOR)-1 · Christian Hallén-Paulsen · Jan-Axel Strøm          | 52,52         | 55,30   | 1:47,82       |
| 11.      | Svájc (SUI)-2 · Emil Egli · Hansruedi Roth                            | 54,88         | 55,20   | 1:50,08       |
| 12.      | Csehszlovákia (TCH)-2 · Horst Urban · Roland Urban                    | 52,21         | 1:19,49 | 2:11,70       |
| 13.      | Egyesült Államok (USA)-1 · Ray Fales · Nicholas Mastromatteo          | 1:00,75       | 1:11,18 | 2:11,93       |
| –        | Egyesült Német Csapat (EUA)-2 · Thomas Köhler · Klaus-Michael Bonsack | 53,13         | –       | nem ért célba |
| –        | Egyesült Államok (USA)-2 · Jim Higgins · Ron Walters                  | nem ért célba | –       | nem ért célba |
| –        | Norvégia (NOR)-2 · Mogens Christensen · Rolf Greger Strøm             | nem indult    | –       | nem ért célba |